# Gemeenschapsmuseum San Nicolas
Het Gemeenschapsmuseum San Nicolas (Engels: San Nicolas Community Museum, Papiaments: Museo di Comunidad San Nicolas) is een Arubaans museum, gevestigd in het historisch pand "Nicolaas Store” in de binnenstad van San Nicolas.

## Collectie
Het Gemeenschapsmuseum toont erfgoed van Aruba en meer specifiek van de regio San Nicolas. De collectie bestaat uit cultuurhistorische objecten en artifacten maar ook uit werken van moderne kunstenaars, zoals Alydia Wever en Gilbert Senchi, die zich richten op eigen en authentieke aspecten van de gemeenschap van San Nicolas. De inrichting van de toonzalen is thematisch, waaronder ook het thema van migratie en leefcultuur van een volk. San Nicolas staat bekend om zijn multiculturele diversiteit en is de plaats waar vanaf de jaren 20 van de twintigste eeuw grootschalige migratie plaatsvond vanwege de vestiging van de olieraffinaderij, Lago Oil & Transport Co. Ltd.. Het museum heeft een trefpuntcafé en een terras.
Het museum wordt beheerd door Fundacion Museo Arubano en werd op 27 september 2018 officieel geopend. Het is het derde museum in San Nicolas.

## Afbeeldingen

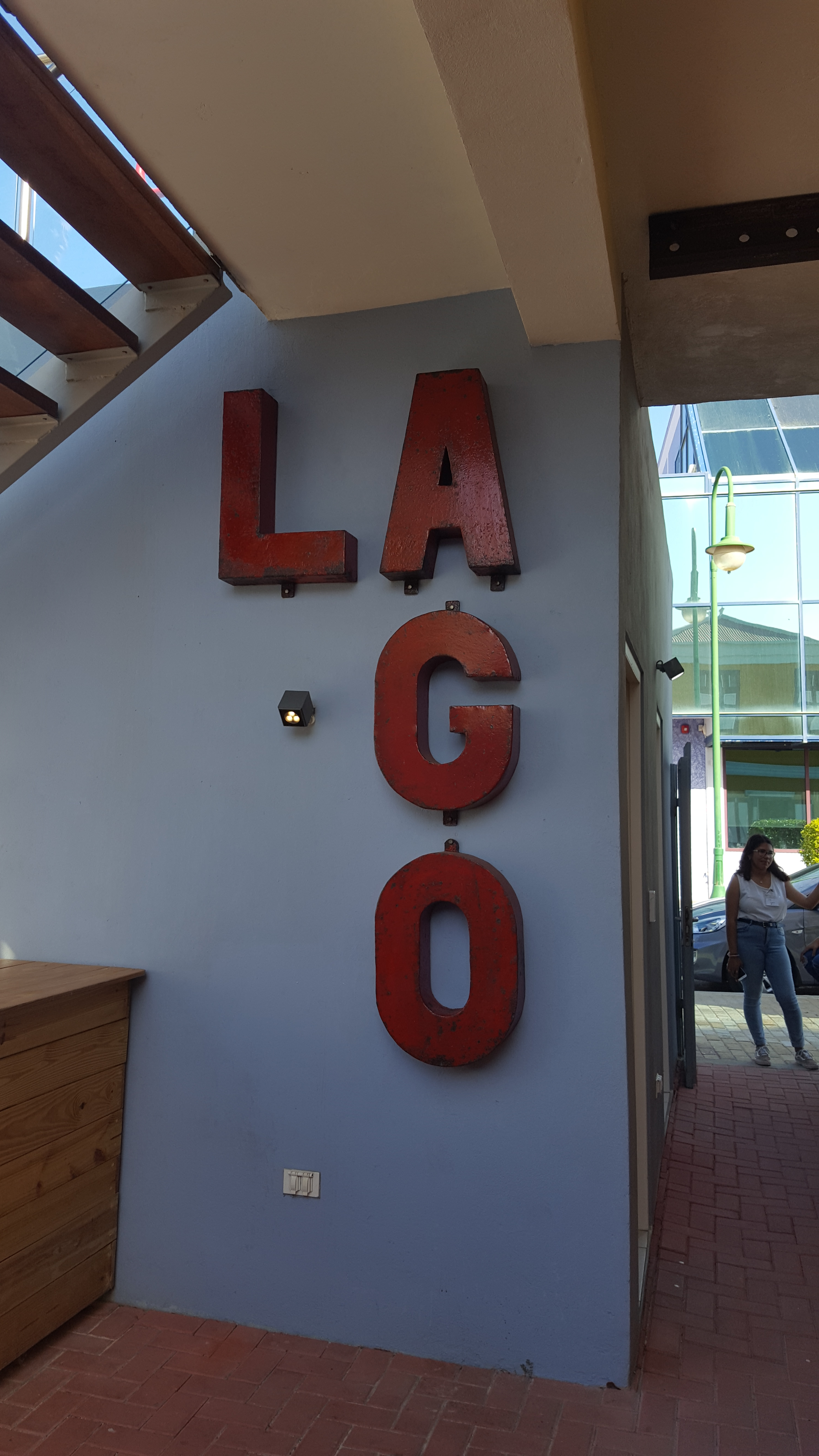
Oorspronkelijke gevelletters van de olieraffinaderij
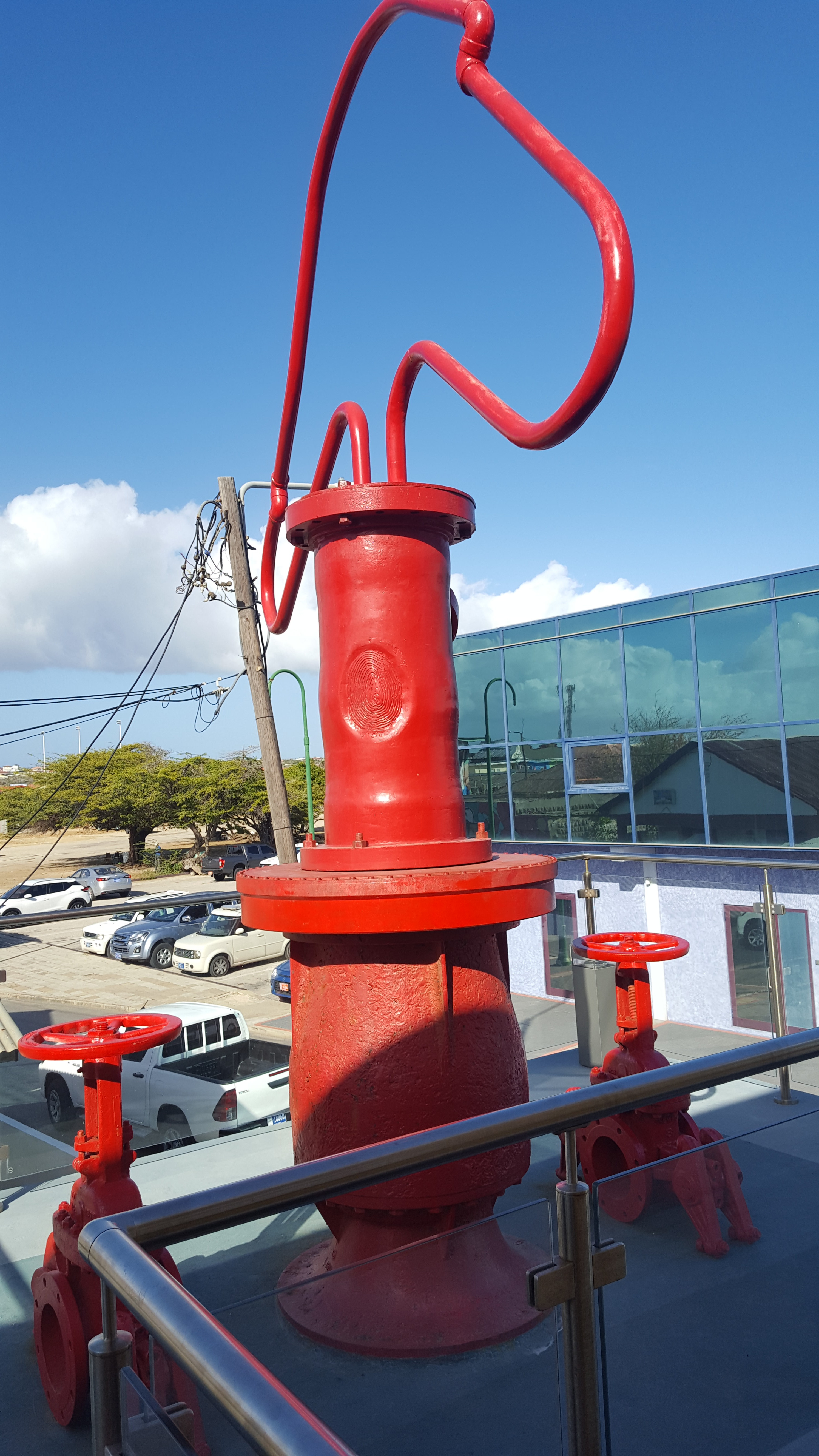
Industriële installatie "Bao Palo"